# Écluse de Montgiscard
L'écluse de Montgiscard est une écluse à chambre unique du canal du Midi située sur la commune de Montgiscard dans la Haute-Garonne. Construite vers 1670, elle se trouve à 24,9 km de Toulouse (Ponts-Jumeaux).
L'écluse de Montgiscard, ascendante dans le sens ouest-est, se trouve à une altitude de 159 m. Les écluses adjacentes sont l'écluse d'Ayguesvives à l'est et l'écluse de Vic à l'ouest.

## Histoire
L'écluse construite vers 1670, a subi d'importantes modifications lors du passage au gabarit Freycinet : autrefois écluse double, elle est devenue une grande écluse simple.